# Santa Maria de la Torre (Oristà)
Santa Maria de la Torre és una església amb elements historicistes d'Oristà (Lluçanès) inclosa a l'Inventari del Patrimoni Arquitectònic de Catalunya.

## Descripció
Edifici religiós de notables dimensions amb planta rectangular i teulada a dues vessants amb el carener perpendicular a la façana.
Portada rectangular de pedra treballada amb un arc de mig punt i timpà, situada a la façana principal. A sobre hi ha una finestra de doble esqueixada rematada amb un arc de mig punt que conté un timpà, solució que repeteix la de la porta. A nivell de teulada hi ha un fris d'arcs de mig punt cecs, a la manera de les esglésies romàniques.
Adossat a la paret dreta i a la part posterior de l'església, hi ha la torre-campanar de base quadrada, arrebossat i amb cantoneres de pedra picada, cobert a quatre vessans.

## Història
El 18 de març de 1241 Guillema de Tornamira disposava en testament que se l'enterrés a Santa Maria de Turre.
Dita església fou renovada el segle xviii i ampliada el segle xx. El 1804 fou anomenat un vicari, i el 1855 es feu una instància per a erigir-la en parròquia independent, cosa que s'aconseguí el 1877.